# D54细胞
D54是應用於科研用途的人類膠質母細胞瘤細胞系，對野生型p53蛋白呈現陽性反應。

## 科研用途
2000年，有研究人員評估了吉西他濱影響D54細胞放射敏感性的能力，最終發現D54細胞對吉西他濱的毒性作用更具抗性，並且在任何濃度的吉西他濱中，都沒有發生放射增敏作用，原因可能是野生型p53蛋白，令D54細胞阻滯於G1期，阻止由吉西他濱引起的放射增敏作用。2007年，有研究利用孕酮拮抗劑美服培酮，探究其對D54等人類星形細胞瘤細胞系生長的影響，最後表明孕酮通過與其核受體的相互作用，誘導着星形細胞瘤的生長。2012年，有研究指出經雌激素受體α激動劑PPT處理後，D54細胞的數量顯著增加，同時表皮生長因子受體在細胞內的含量亦會上升，而經雌激素受體β激動劑DPN處理後，D54細胞的數量則沒有增加。這表明雌二醇是通過雌激素受體亞型ERα，誘導着星形細胞瘤細胞系的細胞生長，並且暗示了ERα對不同等級星形細胞瘤的不同作用。

## 外部連結
- Cellosaurus entry for D54（页面存档备份，存于）